# Мордович, Чеслав
Чеслав Мордович, польск. Czesław Mordowicz (2 августа 1919, Млава, Польская республика — 28 октября 2001, Торонто, Канада) — поляк еврейского происхождения; узник концентрационного лагеря Освенцим, совершивший успешный побег из лагеря вместе с Арноштом Розиным 27 мая 1944 года.
Отчёты, продиктованные Мордовичем и Розиным, вкупе с отчётами Врбы-Ветцлера и Ежи Табо были первыми подробными свидетельскими показаниями о массовых убийствах, имевших место в лагере, и ныне известны как Протоколы Освенцима. Отчёт Розина-Мордовича присоединён к отчёту Врбы-Ветцлера как дополнительная глава «III. Биркенау». Показания, данные Мордовичем и Розиным, сыграли важную роль в информировании общества о совершённых нацистами преступлениях и способствовали возобновлению попыток прекратить депортацию евреев в Освенцим.

## Ранние годы
Чеслав Мордович родился в Млаве, Польша, в семье Германа Мордовича, торговца зерном, и Анны Вичинской, актрисы. Чеслав был старшим ребёнком в семье, у него была сестра.
В 1939 году окончил местную гимназию.
После начала оккупации Польши семья Чеслава попыталась укрыться в Варшаве, но после падения столицы вынуждена была вернуться в Млаву. Позднее Чеслав в поисках работы перебрался в Плонск, где устроился управляющим на мебельную фабрику, принадлежащую немцу.

## Заключение и побег из лагеря
После ликвидации Плонского гетто в декабре 1942 года Мордович был в числе других евреев депортирован в Освенцим, по прибытии получил лагерный номер 84216.
В лагере Чеслав встретил своего отца и узнал от него, что вся его семья была арестована и отправлена в Освенцим, а его мать и сестра были задушены газом сразу после прибытия в лагерь. Спустя некоторое время погиб и отец Чеслава — возвращаясь с работы, он был убит охранником за то, что шёл слишком медленно, задерживая остальных.
27 мая 1944 года Чеслав Мордович вместе с Арноштом Розиным (лагерный номер 29858) бежали из Освенцима в Словакию, на родину Розина.
Они прибыли в Словакию 6 июня. Через две недели в городе Липтовски-Микулаш Мордович и Розин встретились с папским нунцием Марио Мартилотти и представителем Еврейского Совета Камилем Краснянским и продиктовали им отчёт о зверствах, творимых в Освенциме. Краснянский ранее в апреле того же года записал отчёт Рудольфа Врбы и Альфреда Ветцлера, который они предоставили после своего побега из лагеря. Мордович и Розин подтвердили показания Врбы и Ветцлера. Они также сообщили Краснянскому, что в период с 15 по 27 мая в Освенцим прибыло более ста тысяч венгерских евреев, и большинство из них по прибытии были отравлены газом.
Вернувшись в Рим, Мартилотти опубликовал отчёт о зверствах нацистов в швейцарской прессе, после чего западные союзники и нейтральные страны обрушили на венгерского регента адмирала Хорти шквал призывов остановить начавшуюся депортацию венгерских евреев в Германию (которых к тому времени было убито уже около трёхсот тысяч). 7 июля Хорти выполнил это требование, что спасло около ста тысяч жизней.

## Повторное заключение
В августе 1944 года немцы вторглись в Словакию для подавления Словацкого национального восстания. В результате одной из проводимых ими облав, Мордович был арестован и повторно депортирован в Освенцим. Десятилетия спустя он описал свои попытки предупредить других пассажиров, что их везут на смерть, и что они должны попытаться выпрыгнуть из поезда. Пассажиры донесли на него охранникам, и те сильно избили Мордовича. Мордович выгрыз татуировку с номером заключённого на своей руке и остался неузнанным при повторной регистрации в лагере, что спасло ему жизнь.
При подготовке к ликвидации лагеря из-за наступления Красной Армии в конце 1944-го Чеслав был переправлен в один из сублагерей Освенцима, откуда смог совершить побег под видом словацкого рабочего, которого отправляют в Германию на принудительные работы.

## После войны
После войны проживал в Словакии и Израиле, после чего иммигрировал в Канаду, где поселился в Торонто.
Женился, в браке родилась дочь.
Скончался в 2001 году в возрасте 82-х лет в Торонто, Канада.